# Riforme borboniche

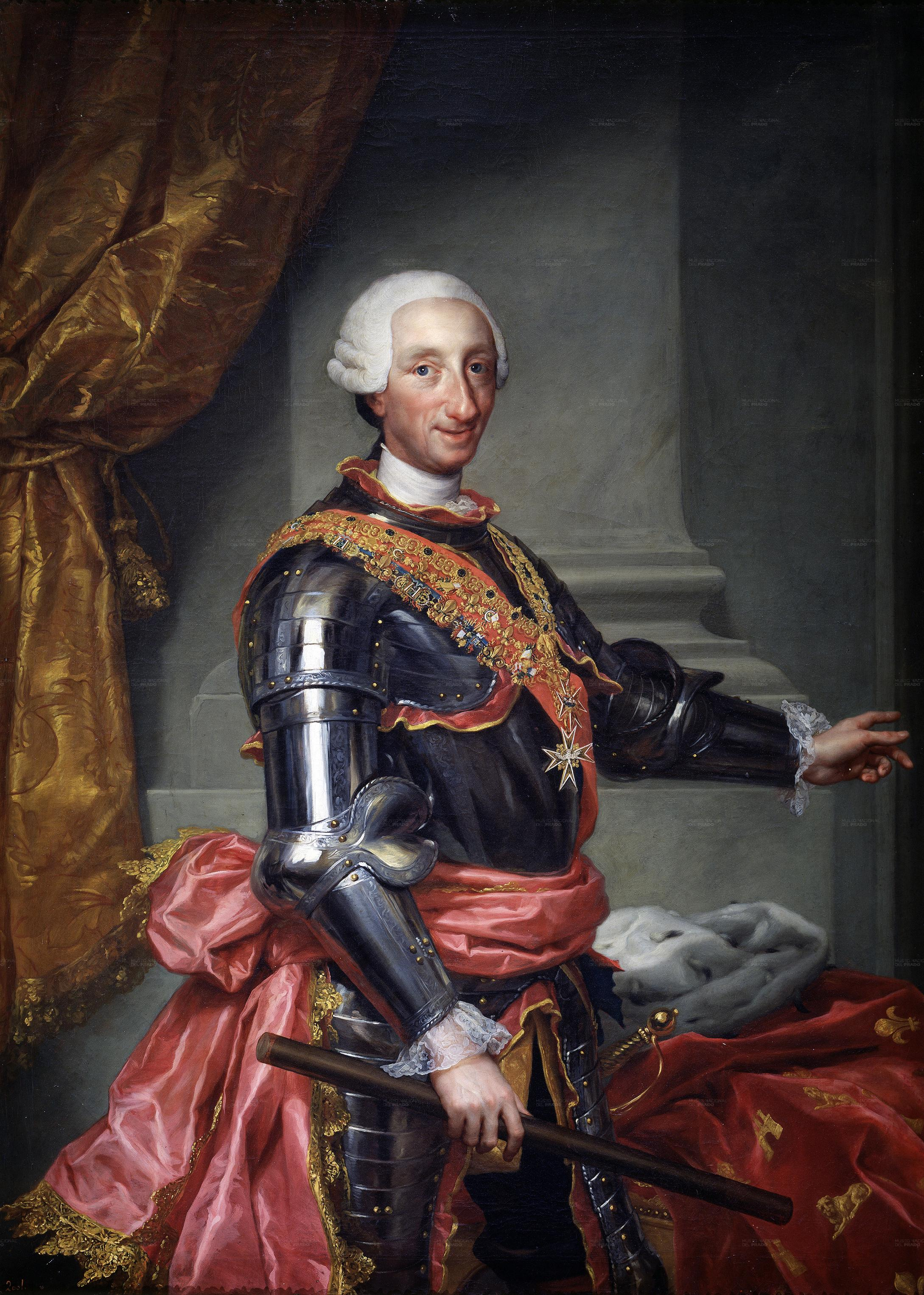
Carlo III di Spagna, uno dei fautori delle riforme

Le riforme borboniche furono una legislazione economica e politica introdotta dalla Corona spagnola tramite le opere di vari re del casato dei Borboni, nel corso del XVIII secolo.
Queste riforme - facendosi forti dell'elaborazione sviluppata nelle sedi dell'Illuminismo nei domini borbonici - avrebbero dovuto stimolare lo sviluppo della tecnologia al fine di modernizzare la Spagna. Nell'America Spagnola le riforme tendevano a rendere l'amministrazione più efficiente ed a promuovere lo sviluppo economico, commerciale e fiscale.

## Contesto storico
Alla fine del XVII secolo la Spagna era un impero in difficoltà che soffriva un lento declino e la perdita di potenza militare. Era al tempo governata da un re impotente, Carlo II di Spagna, che non lasciò eredi. Prima della morte del re, le potenze europee erano allineate per vedere chi avrebbe preso possesso del trono spagnolo e del suo vasto impero. Luigi XIV di Francia chiese, ed ottenne, il consenso del Papa all'incoronazione del nipote, Filippo V di Spagna, distante cugino di Carlo II. Sul letto di morte Carlo II annunciò che il suo successore sarebbe stato il francese.
Il passaggio della Corona spagnola ai Borboni, nel 1700, non avvenne senza polemiche. Nella successiva guerra di successione spagnola (1713) la Spagna dovette rinunciare ai suoi possedimenti in Europa permettendo il commercio britannico con le Americhe. Filippo V prese le contromisure per contrastare il declino della potenza spagnola, iniziato ben prima della guerra. Quando morì Carlo II, l'esercito era praticamente inesistente, composto di una sola divisione. Il tesoro era in bancarotta, e non c'era nessun tentativo di aiutare commercio ed industria. Filippo V ed i suoi ministri dovettero agire in fretta per ricostruire l'impero.

### L'influenza francese
I nuovi re Borboni mantennero un legame stretto con la Francia, ed usarono numerosi consiglieri francesi. Nonostante le innovazioni francesi in politica e società non sostituirono mai le leggi e tradizioni spagnole, divennero un importante modello per entrambi i campi. Vi fu una forte influenza dei beni, delle idee e dei libri francesi, il che aiutò a diffondere nel mondo spagnolo il concetto di Illuminismo. Da un certo punto di vista, tutto quello che era francese divenne di moda nel secolo successivo, e permise la nascita di un nuovo tipo di persone, gli afrancesado. Inoltre, durante la guerra di successione, i porti dell'America Spagnola furono assediati dalle flotte britannica ed olandese. La Spagna chiese aiuto alla Francia per l'esportazione dei propri beni. Fu la prima volta nella storia coloniale spagnola che si sviluppò il commercio con una nazione straniera. Questi nuovi rapporti svilupparono l'economia coloniale, specialmente per il Cile.

## Le riforme

### Spagna
Le prime riforme avevano il compito di migliorare la struttura economica e politica della Spagna. Tentarono di modernizzare l'agricoltura, rendere efficiente la costruzione delle navi, e sviluppare un'infrastruttura per monitorare ed incitare l'integrazione economica e lo sviluppo a livello regionale e nazionale. Purtroppo il tentativo fallì in Spagna. Le riforme lasciarono lo stato quasi senza capitale da investire. Questo rallentò la nazionalizzazione delle industrie e produsse un effetto collaterale, distruggendo il sistema delle classi. Scomparve il ceto medio, ed il gap tra nobiltà e popolo si ampliò. Lo stato continuava a peggiorare, ed il grado di sviluppo era decisamente inferiore a quello delle nazioni vicine, come Gran Bretagna e Francia.
Il fallimento divenne evidente quando la Spagna, governata da Carlo III, perse la Guerra dei sette anni contro la Gran Bretagna (1756 - 1763). I consiglieri del re ottennero numerose indicazioni dalle colonie, e ne tennero conto in futuro. La nuova ondata delle riforme comprendeva le tante spedizioni nelle colonie, l'aumento delle tasse, l'apertura di nuovi porti che avrebbero favorito il commercio con la madre patria, e l'istituzione di numerosi monopoli di stato.

### America Spagnola
Il grosso delle modifiche in America Spagnola avvenne nella seconda metà del XVIII secolo. Le prime riforme avevano a che fare con la creazione di un nuovo vicereame che avrebbe migliorato l'amministrazione dei domini oltremare. Il Vicereame della Nuova Granada fu creato nel 1717, soppresso solo sei anni dopo per poi essere ripristinato definitivamente nel 1739. Un secondo vicereame fu istituito nel 1776, prendendo il nome di Vicereame del Río de la Plata. Nello stesso anno fu creata la nuova Capitaneria Generale del Venezuela. Durante il regno di Carlo III le materie coloniali furono concentrate in un solo ministero, che dipendeva dal Consiglio delle Indie. I poteri di burocrazia locale passati ai creoli nei precedenti 150 anni furono assegnati ad ufficiali spagnoli.
Carlo III diede il via ad un difficile processo di cambiamento del complesso sistema amministrativo degli Asburgo. I corregidores furono sostituiti da un'istituzione francese, gli intendenti. Questi intendenti rispondevano direttamente alla Corona, non al viceré, e gli venivano assegnati ampi poteri in materia di economia e politica. Il sistema delle intendenze si dimostrò efficiente in molte aree, e portò ad un incremento del gettito fiscale. Ebbe anche il voluto effetto collaterale di decentralizzare l'amministrazione. Le sedi delle intendenze si trovavano solitamente nelle grandi città, ed in seguito sul luogo delle miniere. Quasi tutti i nuovi intendenti erano peninsulares, ovvero persone nate in Spagna, esacerbando il conflitto tra i peninsulares ed i creoli che avrebbero voluto mantenere un certo controllo amministrativo. Carlo III e Carlo IV annullarono anche i diritti conquistati dai creoli nelle audiencias. Durante il governo asburgico la Corona aveva venduto alcuni posti di prestigio nelle audiencia ai creoli. I re Borboni misero fine a questa pratica. A partire dal 1807, solo 12 dei 99 giudici dell'audiencia erano creoli.
Dal punto di vista economico, la riscossione delle tasse divenne più efficiente grazie alle intendenze. Nel 1778 Carlo III emanò il "Decreto di Libero Commercio", che permetteva ai porti dell'America Spagnola di commerciare direttamente con molti porti spagnoli. Fu applicata una riduzione delle tasse per le miniere d'argento. Con l'espansione dei monopoli statali si scoprì che il tabacco era una coltivazione remunerativa. Molte colonie iniziarono produzioni su larga scala che si rivelarono vitali per molte potenze europee, nonostante il contrabbando. Molti re borbonici tentarono di mettere fuorilegge questo commercio con vari programmi, aumentando l'uso delle ricevute, ma si rivelarono tutti fallimentari.
Prima dell'arrivo dei Borboni l'esercito spagnolo nelle Americhe era ridotto ad una sola divisione. I Borboni crearono una milizia più organizzata, usando ufficiali nominati direttamente dalla Spagna; questa scelta durò poco, dato che i locali si appropriarono di molte posizioni. Le milizie coloniali divennero una fonte di prestigio per i creoli vogliosi di avanzare nella gerarchia sociale. I gradi militari erano basati sulla razza. Esistevano milizie per i bianchi, per i neri, e per le persone di razza mista. Quasi tutti gli alti ufficiali erano spagnoli, mentre i creoli occupavano i ruoli di secondo livello.
I Borboni resero più secolare il governo. Il ruolo politico della chiesa fu diminuito, anche se non completamente annullato. A differenza degli Asburgo, che spesso usavano uomini di chiesa nei ruoli politici, i Borboni preferivano nominare i militari in carriera. Questo processo raggiunse il culmine con la soppressione della Compagnia di Gesù del 1767. I gesuiti erano uno dei più potenti ordini religiosi, fondamentali per lo svolgimento delle missioni nelle Americhe e nelle Filippine. Avendo numerosi rivali negli altri ordini religiosi, la loro eliminazione fu accolta con un plauso. La corona tentò di inserire numerosi chierici secolari nella gerarchia ecclesiastica, ribaltando l'usanza comune del tempo. Alla fine queste modifiche ebbero poco effetto sulla Chiesa in generale. Verso la fine del regno dei Borboni, alla vigilia dell'indipendenza, la corona tentò di confiscare i beni della Chiesa, ma l'attuazione del proposito si rivelò molto ardua.

## Effetti
Nonostante la legislazione emanata dai Borboni fece molto per riformare l'impero, non fu sufficiente per salvarlo. Le tensioni razziali continuarono a crescere ed il malcontento era più radicato che mai. Questa situazione portò le persone ad unirsi in gruppi, e diede il via a molte rivolte. Creoli, meticci ed indiani furono coloro che più spesso si trovarono coinvolti in questi movimenti. Alla fine molte di queste rivolte fecero nascere i movimenti rivoluzionari nelle colonie.